# Carl Johan Anker

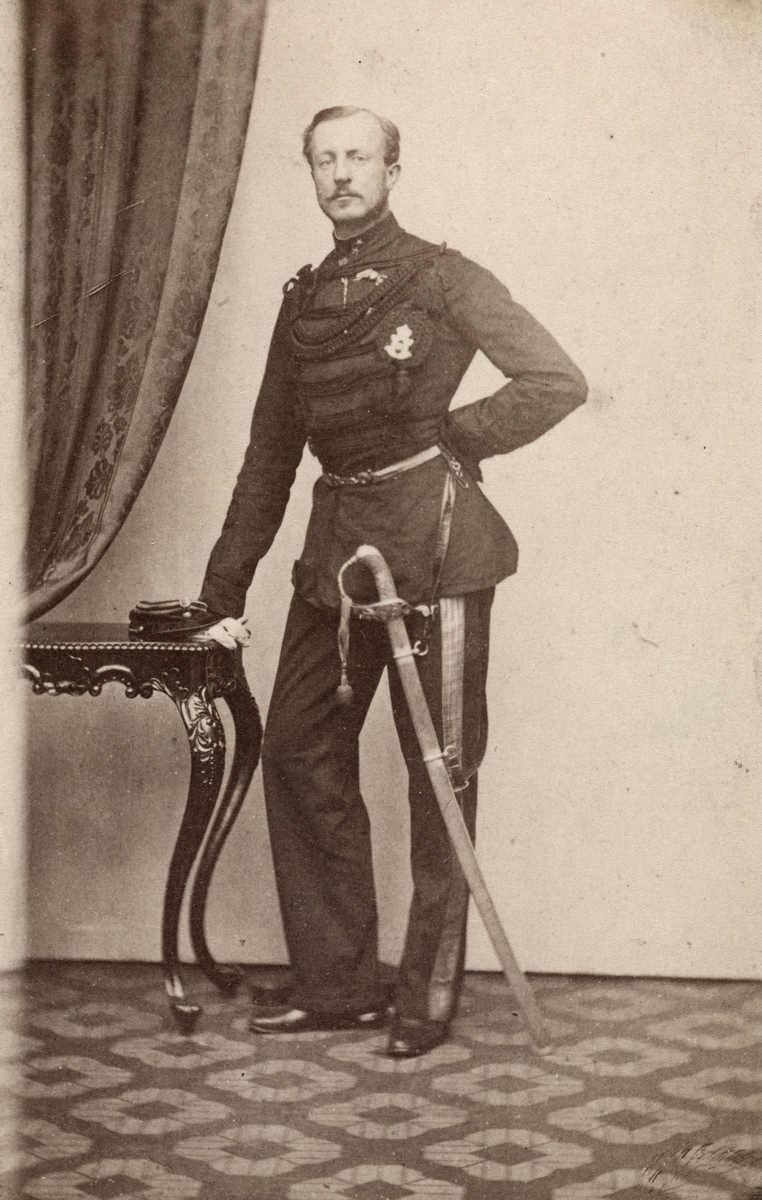
Carl Johan Anker.

Carl Johan Anker, född den 22 maj 1835 i Vang, död den 25 november 1903 i Kristiania, var en norsk författare, sonson till Carsten Anker, dotterson till Hans Christian Sneedorff.
Anker, som var officer sedan 1855 och överstelöjtnant sedan 1897, kammarherre sedan 1873, utgav ett betydligt antal historiska och genealogiska verk: Admiral H.C. Sneedorfs Levnet (1884), Biografiske Data om norske Generalspersoner (1885), Norske Frivillige i danske Forsvarskrige (1887), Nordmænd i udenlandske Krige efter 1814 (1888–89) med flera. Han utgav 1901 sin farfars och Kristian Fredriks brevväxling.